# Bernt Tonnby
Bernt Ove Sven Tonnby, född 25 februari 1937 i Ljungby, död 2014, var en svensk läkare.
Tonnby, som var son till polisman Simon Tonnby och Margit Andersson, avlade studentexamen i Halmstad 1957, blev medicine kandidat vid Karolinska Institutet 1959 och medicine licentiat vid Göteborgs universitet 1965. Han var tillförordnad underläkare i Göteborg och Kungälv 1965–1966, tillförordnad underläkare och underläkare vid Halmstads lasarett 1966–1970 och biträdande överläkare vid medicinska barnkliniken och överläkare vid den förebyggande barnhälsovården där sedan 1970.